# Mateusz Matras
Mateusz Matras (Ornontowice, 1991. január 23. –) lengyel korosztályos válogatott labdarúgó, a Stal Mielec hátvédje.

## Pályafutása

### Klubcsapatokban
Matras a lengyelországi Ornontowice községben született. Az ifjúsági pályafutását a helyi Gwarek Ornontowice akadémiájánál kezdte.
2010-ben mutatkozott be a Piast Gliwice másodosztályban szereplő felnőtt keretében. A 2011–12-es szezonban feljutottak az első osztályba. 2014-ben a Pogoń Szczecin szerződtette. 2017-ben a Lechia Gdańskhoz, majd 2018-ban a Zagłębie Lubinhoz igazolt. 2019 januárja és júniusa között a Górnik Zabrze csapatát erősítette kölcsönben. A lehetőséggel élve, 2019-ben a Górnik Zabrzéhez csatlakozott. 2020. augusztus 20-án szerződést kötött a Stal Mielec együttesével. Először a 2020. augusztus 23-ai, Wisła Płock ellen 1–1-es döntetlennel zárult mérkőzés 72. percében, Petteri Forsell cseréjeként lépett pályára. Első gólját 2021. március 4-én, szintén a Wisła Płock ellen hazai pályán 2–2-es döntetlennel végződő találkozón szerezte meg.

### A válogatottban
Matras az U20-as és az U21-es korosztályú válogatottakban is képviselte Lengyelországot.

## Statisztikák
2023. február 17. szerint
| Klub                       | Szezon   | Osztály     | Bajnokság | Bajnokság | Kupa és Ligakupa | Kupa és Ligakupa | Nemzetközi | Nemzetközi | Összesen | Összesen |
| Klub                       | Szezon   | Osztály     | Meccs     | Gól       | Meccs            | Gól              | Meccs      | Gól        | Meccs    | Gól      |
| -------------------------- | -------- | ----------- | --------- | --------- | ---------------- | ---------------- | ---------- | ---------- | -------- | -------- |
| Piast Gliwice              | 2010–11  | I Liga      | 19        | 0         | 0                | 0                | —          | —          | 19       | 0        |
| Piast Gliwice              | 2011–12  | I Liga      | 27        | 1         | 1                | 0                | —          | —          | 28       | 1        |
| Piast Gliwice              | 2012–13  | Ekstraklasa | 25        | 1         | 2                | 0                | —          | —          | 27       | 1        |
| Piast Gliwice              | 2013–14  | Ekstraklasa | 33        | 1         | 1                | 0                | 2          | 1          | 36       | 2        |
| Piast Gliwice              | Összesen | Összesen    | 104       | 3         | 4                | 0                | 2          | 1          | 110      | 4        |
| Pogoń Szczecin             | 2014–15  | Ekstraklasa | 31        | 1         | 0                | 0                | —          | —          | 31       | 1        |
| Pogoń Szczecin             | 2015–16  | Ekstraklasa | 35        | 2         | 0                | 0                | —          | —          | 35       | 2        |
| Pogoń Szczecin             | 2016–17  | Ekstraklasa | 33        | 5         | 4                | 0                | —          | —          | 37       | 5        |
| Pogoń Szczecin             | Összesen | Összesen    | 99        | 8         | 4                | 0                | 0          | 0          | 103      | 8        |
| Lechia Gdańsk              | 2017–18  | Ekstraklasa | 7         | 1         | 1                | 0                | —          | —          | 8        | 1        |
| Zagłębie Lubin             | 2017–18  | Ekstraklasa | 5         | 0         | 0                | 0                | —          | —          | 5        | 0        |
| Zagłębie Lubin             | 2018–19  | Ekstraklasa | 7         | 0         | 0                | 0                | —          | —          | 7        | 0        |
| Zagłębie Lubin             | Összesen | Összesen    | 12        | 0         | 0                | 0                | 0          | 0          | 12       | 0        |
| Górnik Zabrze (kölcsönben) | 2018–19  | Ekstraklasa | 16        | 3         | 1                | 0                | —          | —          | 17       | 3        |
| Górnik Zabrze              | 2019–20  | Ekstraklasa | 22        | 0         | 1                | 0                | —          | —          | 23       | 0        |
| Górnik Zabrze              | Összesen | Összesen    | 38        | 3         | 2                | 0                | 0          | 0          | 40       | 3        |
| Stal Mielec                | 2020–21  | Ekstraklasa | 27        | 1         | 1                | 0                | —          | —          | 28       | 1        |
| Stal Mielec                | 2021–22  | Ekstraklasa | 34        | 1         | 0                | 0                | —          | —          | 34       | 1        |
| Stal Mielec                | 2022–23  | Ekstraklasa | 18        | 1         | 2                | 0                | —          | —          | 20       | 1        |
| Stal Mielec                | Összesen | Összesen    | 79        | 3         | 3                | 0                | 0          | 0          | 82       | 3        |
| Összesen                   | Összesen | Összesen    | 339       | 18        | 14               | 0                | 2          | 1          | 355      | 19       |

## Sikerei, díjai
Piast Gliwice
- I Liga
  - Feljutó (1): 2011–12